# Château de Fiches
Le château de Fiches est une demeure privée située à cheval sur les communes de Verniolle et Varilhes, dans le département de l'Ariège. Il est surtout connu pour ses deux salons dont les plafonds sont peints.

## Historique
La bâtisse, dont la façade et les toitures sont inscrits aux monuments historiques, fut originellement acquise par Jean de Roubert, conseiller au parlement de Toulouse à la fin du XVIe siècle.
Un document datant de 1631 nous apprend que la métairie de Fiches, alors propriété de catholiques, est prise par les troupes huguenotes du baron de Léran.
Le château est racheté au XVIIIe siècle par une famille de Pamiers, les Abribat de La Vilotte.

## Inventaire

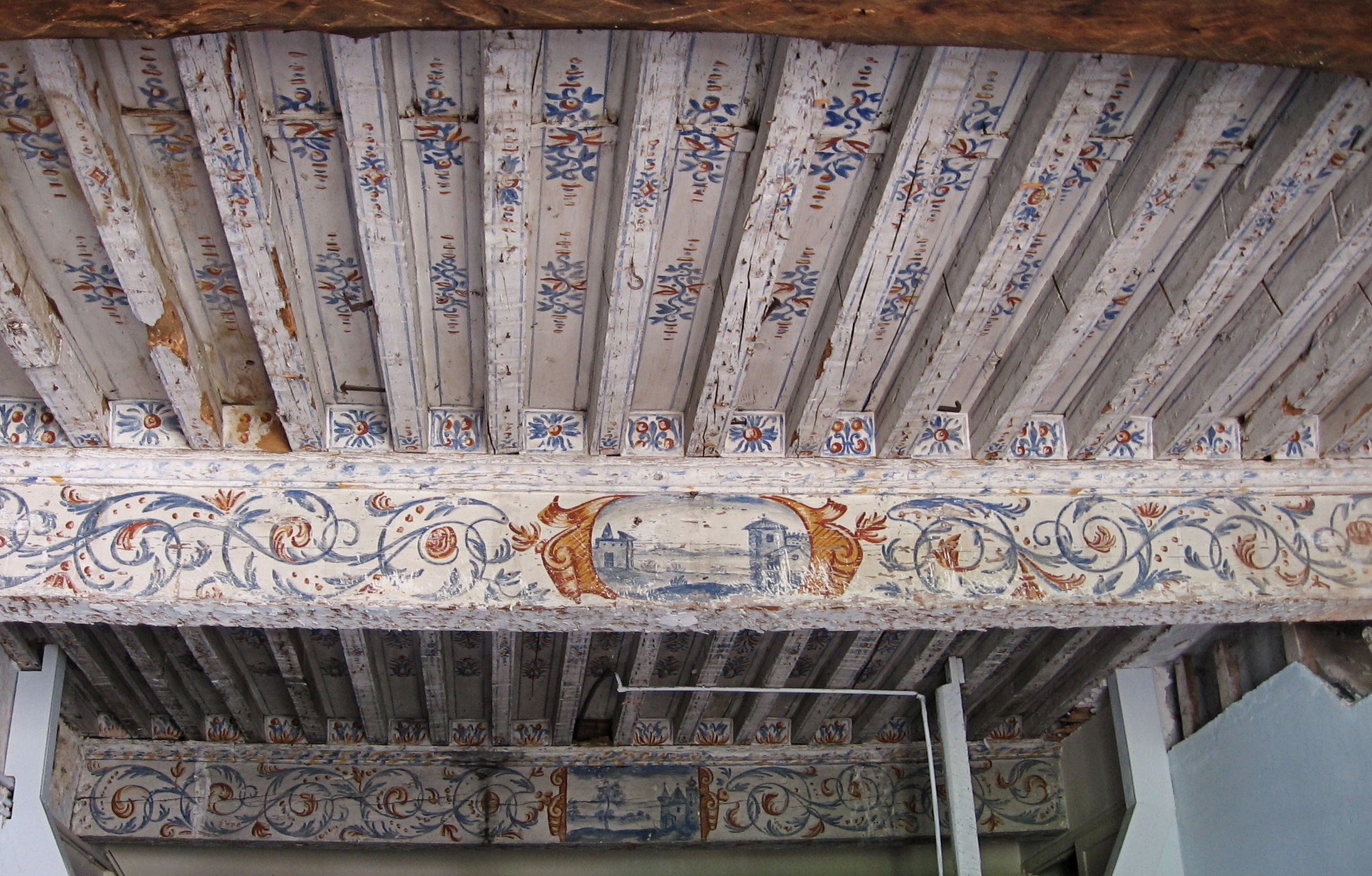
Peintures du second salon.

### Les peintures des salons
Les peintures des deux salons sont inscrites à l'inventaire des monuments historiques. Le premier salon comporte des peintures de la fin du XVIe, début du XVIIe siècle, représentant un bestiaire mêlant animaux réels et animaux fantastiques, dont la qualité et la quantité d'animaux représentés en font un ensemble unique dans une demeure privée. Le second salon comporte des peintures du XVIIIe siècle.

### La bibliothèque et son herbier
La bibliothèque, représentative de l'honnête homme, est en cours d'inventaire. Son plus ancien volume remonte au XVIe siècle. On y trouve un herbier daté de 1801 et en cours d'étude, regroupant plus de 1500 planches de végétaux régionaux. Il est l'œuvre d'un élève de Jean-Baptiste de Lamarck, Joseph Adrien Fauré.

### L'escalier
L'escalier en bois, du XVe siècle, est inscrit Monument historique.